# Corps Alemannia Karlsruhe
Das Corps Alemannia Karlsruhe ist eine Karlsruher Studentenverbindung im Weinheimer Senioren-Convent (WSC). Das Corps ist farbentragend und pflichtschlagend, seine Mitglieder nennt man Karlsruher Alemannen. Es vereint Studenten und Absolventen des Karlsruher Institut für Technologie und anderen Karlsruher Hochschulen. Es bildet zusammen mit den Weinheimer Corps Franconia, Saxonia und Friso-Cheruskia den Karlsruher Senioren-Convent. Alemannia gehört zu den Gründercorps des Weinheimer Senioren-Convents.

## Couleur
Die Corpsburschen des Corps Alemannia tragen ein Band in den Farben weiß-hellblau-rosa mit silberner Perkussion. Die Füchse tragen ein Band in den Farben hellblau-weiß-hellblau, ebenfalls mit silberner Perkussion. Als Kopfbedeckung tragen Corpsburschen eine Mütze (Wintersemester) oder einen Stürmer (Sommersemester), Füchse tragen nur Stürmer. Die Farbe der Kopfbedeckung ist weiß.

## Geschichte
Ende der fünfziger Jahre des 19. Jahrhunderts wuchsen die Studentenzahlen am Karlsruher Polytechnikum rapide, dabei kam auch eine größere Zahl an Studenten, die vormals in Hannover studierten, nach Karlsruhe. Darunter waren einige Studenten, die in Hannover Mitglied in verschiedenen Landsmannschaften waren und in Karlsruhe einen Freundeskreis bildeten. Aus diesem Kreis wurde am 24. Oktober 1859 Alemannia zunächst als „Landsmannschaft Allemannia“ am damaligen Polytechnikum Karlsruhe gegründet. Die Statuten (Satzung und Geschäftsordnung) wurden auf denen der Slesvico-Holsatia zu Hannover aufgebaut und waren spezifisch landsmannschaftlich. Nach verschiedenen Versuchen, mit den in Karlsruhe ansässigen Corps in ein Paukverhältnis zu kommen, und Anträgen an den SC, als Corps aufgenommen zu werden, willigte der damalige Senioren-Convent zu Karlsruhe am 14. Juli 1860 schließlich ein.

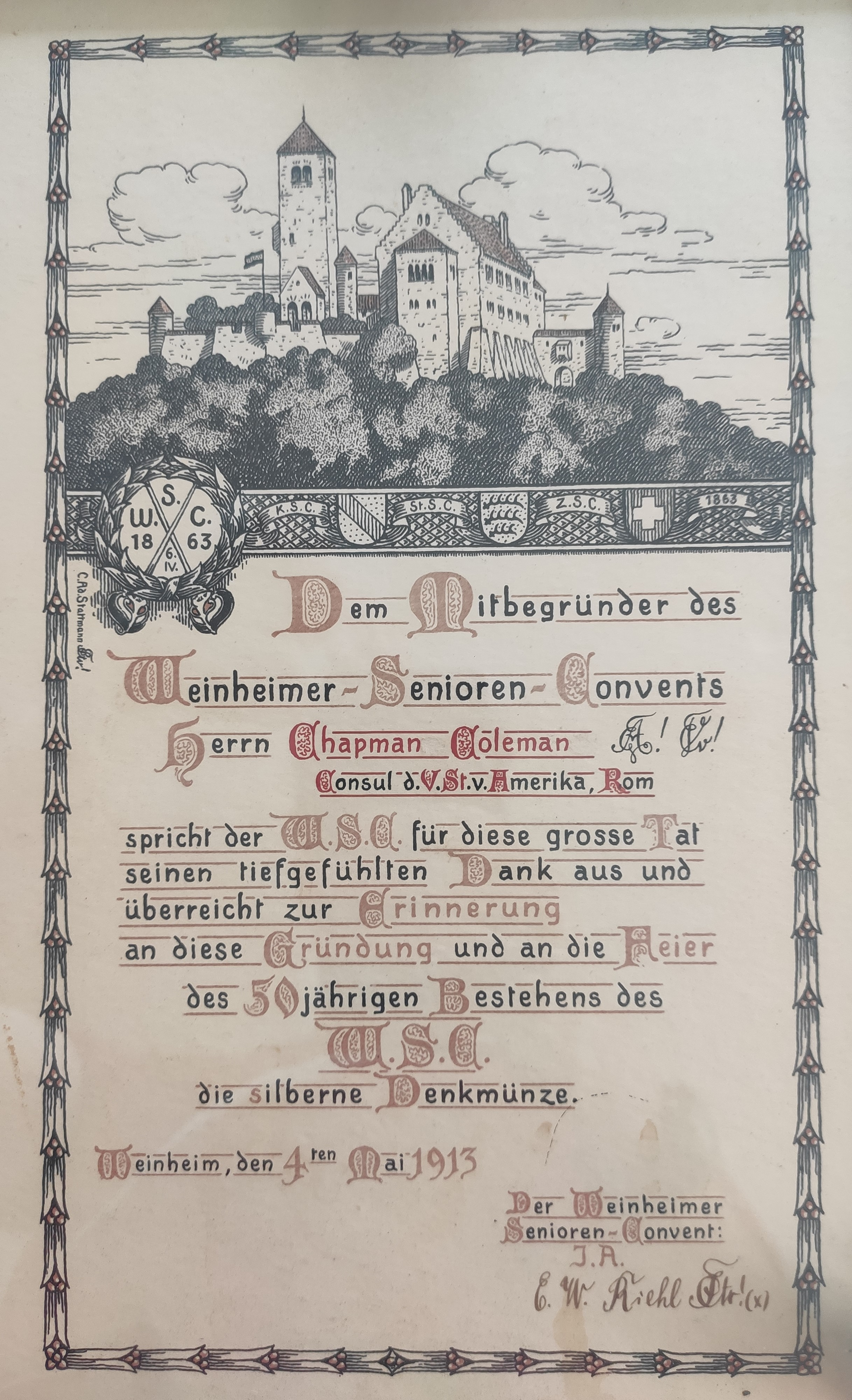
Verleihung der silbernen Gedenkmünze des WSC an Chapman Coleman für die Gründung des WSC

Zu dieser Zeit galt der Karlsruher Senioren-Convent als Autorität und Schiedsgericht für Corps an Technischen Hochschulen in Deutschland. Da schon länger der Wille nach einem Zusammenschluss der technischen Corps bestand, lud daher der Karlsruher SC zu einer Tagung in Frankfurt an Ostern 1863 ein. Auf dieser Tagung war das Corps Alemannia eines von zwölf Corps, das den Allgemeinen Senioren-Convent gründete, den späteren Weinheimer Senioren-Convents. Einen maßgeblichen Anteil daran hatte der Alemanne Chapman Coleman, der dafür die silberne Denkmünze des WSC erhielt. Er wurde schon 1862 Mitglied beim späteren Kartellcorps Visurgia aus Hannover und vermittelte zwischen Karlsruher und Hannoveraner Senioren-Convent.
Am 8. Juni 1863 führten diese guten Kontakte nach Hannover zu dem Kartellvertrag mit dem Corps Visurgia Hannover.
Während des Deutsch-Französischen Krieges musste Alemannia im Gegensatz zu den anderen Karlsruher Corps nicht suspendieren, da zwei ausländische Mitglieder nicht in den Krieg ziehen mussten. Aufgrund des Rückgangs der Studentenzahlen in Karlsruhe musste Alemannia dann jedoch von 1884 bis 1886 den Aktivenbetrieb einstellen. In den folgenden Jahren war das Corps gesellschaftlich anerkannter Teil des Karlsruher Hochschullebens. So besuchte die Professorenschaft der Hochschule regelmäßig dessen Kommerse.
Der Beginn des Ersten Weltkrieges war ein schwerer Einschnitt in das Corpsleben, die Suspendierung konnte nur durch den Einsatz einiger Alten Herren verhindert werden. Insgesamt elf Corpsbrüder verloren in dem Krieg ihr Leben.
1935 wurden aufgrund des Widerstandes hinsichtlich des Ausschlusses jüdischer Corpsbrüder sämtliche Corps im WSC durch das NS-Regime zwangsaufgelöst, davon war auch das Corps Alemannia betroffen.

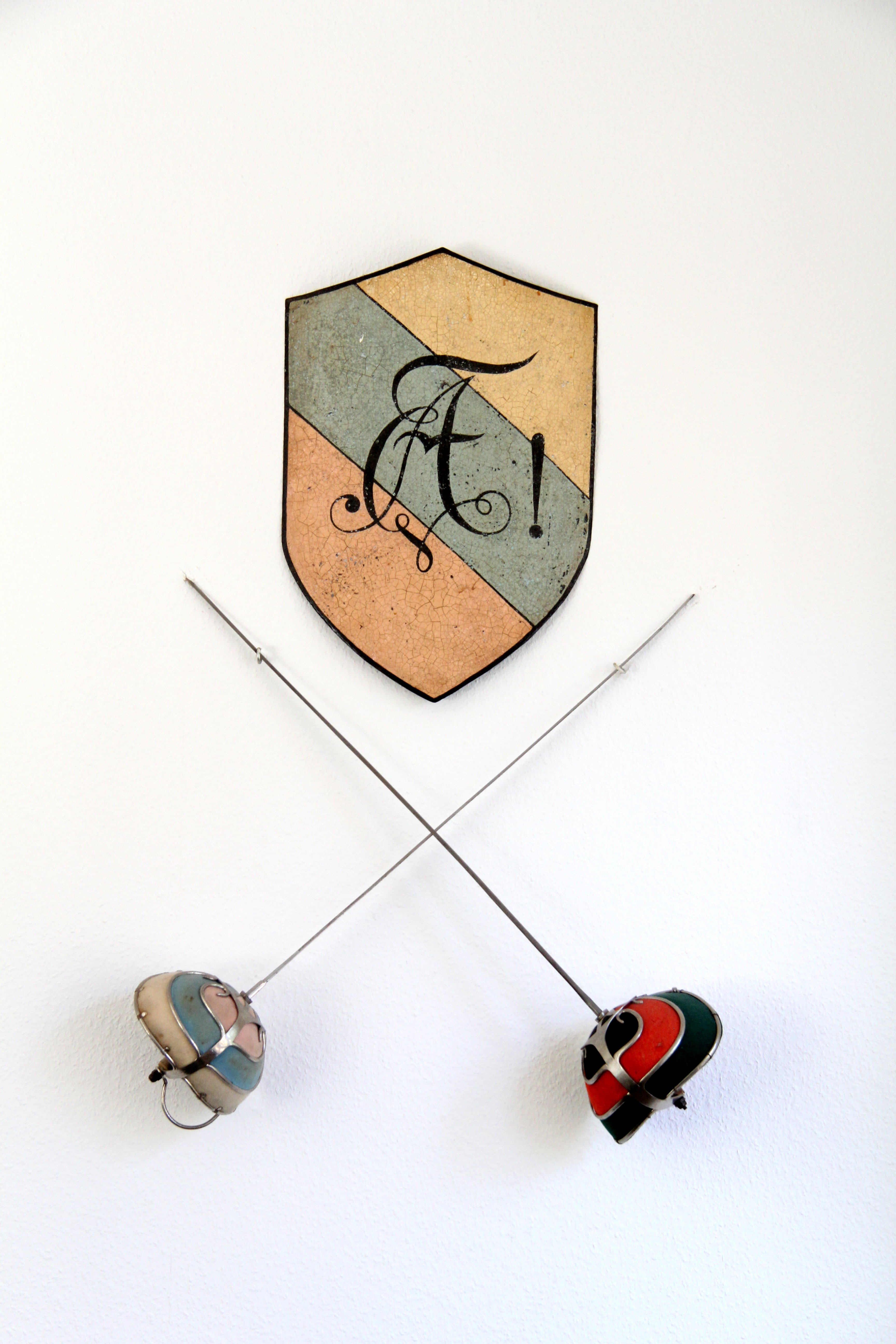
Farbschild und Korbschläger im Treppenhaus des Corpshauses

Am 25. Februar 1948 wurde im Gasthaus Zum Elefanten in der Kaiserstraße die Gründung einer Studentenverbindung Alemannia beschlossen. Die Umsetzung dieses Beschlusses folgte am 16. Juni 1948. Die Wiedergründung als Corps war nach den Bestimmungen der Besatzungsmächte untersagt. Erst am 27. Mai 1950 wurde die Studentenverbindung Alemannia als Nachfolgecorps anerkannt.
Im Jahre 2012 übernahmen die Karlsruher Corps für ein Jahr den Vorort, also die Leitungsfunktionen, des Dachverbandes Weinheimer Senioren-Convent (WSC). Den Vorortsprecher stellte das Corps Alemannia. Die Zeitung Badische Neueste Nachrichten berichtete. Unter der Leitung von Alemannia wurden dann im Frühjahr 2013 das 150-jährige Bestehen des Dachverbandes und das 100-jährige Jubiläum der dem WSC gehörenden Wachenburg begangen, worüber auch die Frankfurter Allgemeine Zeitung ausführlich berichtete. Das Museum der Stadt Weinheim zeigte für einen Monat eine Sonderausstellung zu den beiden Jubiläen.

### Corps Macaro-Visurgia
Das Corps Macaro-Visurgia Hannover war ein Zusammenschluss der drei Corps Visurgia, Vandalia und Macaria. Es war das Kartellcorps von Alemannia und fusionierte mit dieser 2019.
Die erste Verbindung in Hannover mit dem Namen Visurgia entstand 1852 als Landsmannschaft, hatte aber schon 1853 aufgrund der verbindungsfeindlichen Einstellung des damaligen Direktors des Hannoverschen Polytechnikums suspendieren müssen. Am 14. Juni 1861 wurde Visurgia dann als Corps neu gegründet, dieser Tag gilt seitdem als Stiftungstag.
Im Frühjahr 1863 trat Visurgia dem Hannoveraner Senioren-Convent und damit auch dem WSC bei. Im Juni desselben Jahres wurde das Kartell mit dem Corps Alemannia Karlsruhe durch Unterzeichnung der sogenannten „Cartellstatuten“ geschlossen. Damit war dieses Kartell das zweitälteste im Weinheimer Senioren-Convent.
1873 wurde das zweite Stammcorps Vandalia gegründet; zunächst als Burschenschaft, dann als Landsmannschaft und später als „Freie Verbindung“. In den folgenden Jahren musste sowohl Visurgia und Vandalia häufiger suspendieren.
1885 wurde dann die dritte der Gründungskorporationen, Corps Macaria, als Studenten-Turnverein gegründet. Zusammen mit Vandalia bildete Macaria ab 1899 den Maturitäts-Senioren-Convent.
Am 6. März 1919 fusionierten die drei Corps zum Corps Macaro-Visurgia. Dabei wurden die Farben der Vandalia, der Zirkel der Visurgia und der Wahlspruch der Macaria übernommen. Das Wappen wurde neu gestaltet, dieses hält sich im Gegensatz zu den meisten Corpswappen streng an die Regeln der Heraldik. Dazu wurden die drei alten Corpshäuser verkauft und mit dem Erlös die Villa Wedel gekauft. Diese wurde von 1863 bis 1865 von dem Architekten Edwin Oppler für den Kammerherr Alfred von Wedel erbaut.
1935 wurden aufgrund des Widerstandes hinsichtlich des Ausschlusses jüdischer Corpsbrüder Corps durch das NS-Regime zwangsaufgelöst. Ende März 1945 fiel das Corpshaus den Bombenangriffen zum Opfer. 1951 konnte das Corps wieder aufgetan werden und das Haus 1954 das Corpshaus unter Nutzung der verbliebenen Bausubstanz wieder aufgebaut werden.
Ab 1970 musste Macaro-Visurgia häufiger suspendieren. Im Sommersemester 1988 gab es den ersten Versuch mit dem Kartellcorps Alemannia unter dem Namen „Corps Alemannia-Visurgia“ zu fusionieren, dies scheiterte jedoch im letzten Moment. Ein letztmaliges Auftun der Macaro-Visurgia mit Unterstützung durch das Corps Alemannia nicht von langer Dauer, das Corps Macaro-Visurgia suspendierte endgültig 1996.
2006 wurde ein Förderverein zur Förderung der außeruniversitären Ausbildung der Studenten des Karlsruher Instituts für Technologie gegründet. Der Verein College Macaro-Visurgia e. V. bietet ein studienbegleitendes Programm für ausgewählte Studenten und Studentinnen aller Fachrichtungen an.
Mit der Vereinigung der Altherrenschaften der Alemannia und Macaro-Visurgia im Sommer 2019 fusionierten beide Corps. Seitdem führt Alemannia die Traditionen der Macaro-Visurgia weiter, dazu tragen die Chargierten das Band der Macaro-Visurgia als Traditionsband.

## Corpshaus

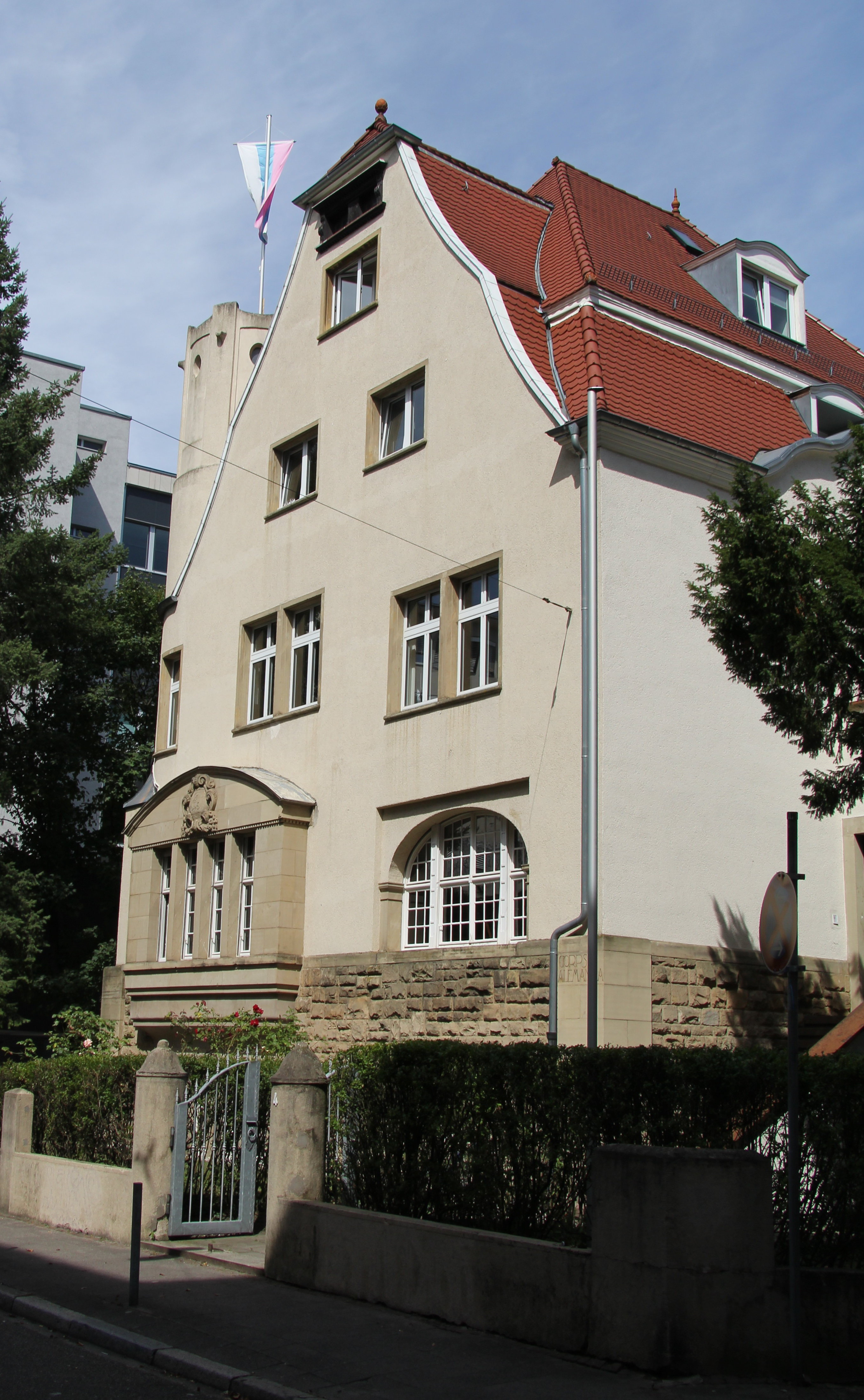
Corpshaus der Alemannia in der Nowackanlage 4

Das Corpshaus ist in Karlsruhe zentral unweit des Badischen Staatstheaters gelegen. Es wird von der Gesellschaft Alemannenhaus e. V. verwaltet.
1908 wurde mit dem Bau des heute denkmalgeschützten Corpshauses im Stil des Neobarock begonnen, das am 1. Mai 1909 unter Beteiligung des Rektors und der Professorenschaft der Technischen Hochschule festlich eingeweiht wurde. Der Entwurf, die Planung und die Ausführung hatte der Architekt und Alemanne Friedrich W. Plock übernommen. Nachdem das Haus den Zweiten Weltkrieg ohne größere Schäden überstanden hatte, wurde es von den alliierten Besatzungstruppen genutzt. Anschließend beherbergte es verschiedene Teile der Stadtverwaltung, zuletzt die Aufräumungsarbeitsgemeinschaft Karlsruhe, bis es 1948 zurück an das Corps übergeben wurde. Im Jahr 2004 erfolgte eine Sanierung des kompletten Hauses.

## Verhältnisse

### Macaro-Visurgia Hannover
siehe unter dem Abschnitt Geschichte

### Thuringia Heidelberg
Mit dem Corps Thuringia Heidelberg besteht seit dem 11. Dezember 1999 ein Freundschaftsverhältnis.

### Germania Hohenheim
Mit dem Corps Germania Hohenheim besteht seit 2015 ein Vorstellungsverhältnis.

## Mitglieder
- Carl-Friedrich Böninger (1883–1953), Generaldirektor der Vereinigten Kugellagerfabriken AG
- Valentin Gerlach (1858–1957), Hygieniker und Nahrungsmittelchemiker
- Ricardo García Granados (1851–1930), mexikanischer Botschafter in San Salvador und Kuba, Politiker, Ingenieur und Schriftsteller
- Otto Jagenberg (1861–1937), Solinger Papierindustrieller
- Heinrich Klostermann (1868–nach 1930), Ingenieur, Vorstandsmitglied der Bergbau- und Hütten-AG Friedrichshütte
- Julius Roßhirt (1854–1908), Wasserbauingenieur
- Ulrich Schrickel (* 1965), CEO der Brose Fahrzeugteile SE
- Rudolf Wohlleben (* 1936), Ingenieurwissenschaftler, Schriftsteller und Studentenhistoriker

### Ehemals Corps Macaro-Visurgia
- Gustav von Cube (1873–1931), Architekt
- Martin Dülfer (1859–1942), Architekt, Vertreter des Historismus und der deutschen Jugendstil-Architektur, Professor für das Entwerfen von Hochbauten, Rektor der Technischen Hochschule Dresden (Visurgia Hannover)
- Oskar Grupe (1878–1940), preußischer Landesgeologe
- Ernst Jänecke (1875–1957), Professor der Physikalischen Chemie
- Louis Jänecke (1878–1960), Professor für Eisenbahnwesen
- Georg Lockemann (1871–1959), Chemiker
- Arnold Nöldeke (1875–1964), Architekt, Bauforscher, Denkmalpfleger
- Fritz Wilhelm Emanuel Peters (1865–1932), Stadtbaurat und Stadtrat in Leipzig, Chef der städtischen Tiefbauverwaltung
- Wilhelm Riepe (1874–1955), Landmaschinenfabrikant, Vizepräsident des Senats der Freien Stadt Danzig
- Wolf Runge (1876–1945), Senator der Freien Stadt Danzig
- Alfred Schau (1867–nach 1931), Bauingenieur, Direktor der Baugewerkschulen Nienburg und Essen
- Wilhelm Scheck (1877–nach 1931), President und General Manager der American Tungsten Consolidation Corporation, Vorsitzender des Grubenvorstands der Gewerkschaft Sankt Barbara, Geschäftsführer und später Aufsichtsratsvorsitzender Nord-West-Holz GmbH
- Gustav-Adolf Schlösser (1858–1941), Geheimer Bergrat, Leiter der Berginspektion am Habichtswald und Deister, Inhaber der Niederdeutschen Kohlengroßhandlung Adolf Schlösser
- Karl Semper (1832–1893), Naturforscher, Zoologe und Forschungsreisender, Hochschullehrer
- Hans Stille (1876–1966), Professor der Geologie an den Universitäten Göttingen, Hannover und Berlin, Gründer und erster Direktor des Geotektonischen Instituts in Ost-Berlin, Vertreter der Kontraktionstheorie